# Karl O. Johansson
Karl O. Johansson, även kallad Kalle på trappa, född 1946, är en svensk travkusk och travtränare (professionell sedan 1974), med Färjestad som hemmabana. Dock har han bara gjort tolv starter de senaste åren (jan 2012-dec 2020). Hans främsta merit är att han året 1987 vann "VM-loppet" International Trot på Roosewelt Raceway i New York, med hästen Callit.